# Joseph Cooke Jackson
Pour les articles homonymes, voir Jackson.
 (août 2019).
Si vous disposez d'ouvrages ou d'articles de référence ou si vous connaissez des sites web de qualité traitant du thème abordé ici, merci de compléter l'article en donnant les références utiles à sa vérifiabilité et en les liant à la section « Notes et références ».
 (août 2019).
Joseph Cooke Jackson est un général américain de l'Union. Il est né le 5 août 1835 à Newark, dans le New Jersey et est décédé le 22 mai 1913 à New York. Il est inhumé au Cedar Hill Cemetery à Hartford, dans le Connecticut. Il est l'époux de Katharine Perkins Day dont il a 4 enfants (2 filles et 2 garçons).

## Avant la guerre
Joseph C. Jackson étudie le droit à Yale et à Harvard et, après avoir obtenu son diplôme, il est admis au barreau de New York où il exerce la profession d'avocat jusqu'au début de la guerre.

## Guerre civile
Au début du conflit, il sert d'aide de camp au général Robert Anderson à Fort Sumter. Le 11 octobre 1961, il est nommé au grade de second-lieutenant de la compagnie C du 1er régiment d'infanterie des Volontaires du New Jersey.
Il est ensuite désigné pour servir d'aide de camp au général Philip Kearny et participe, à ses côtés, à la campagne de la Péninsule et à la Seconde bataille de Bull Run. Après la mort du général Kearny à la bataille de Chantilly, il est affecté au personnel du major-général William B. Franklin. Le 30 septembre 1862, il démissionne de son poste et est nommé capitaine et aide de camp de l'armée des Volontaires des Etats-Unis.
En décembre 1862, il décline sa nomination au grade de colonel du 26ème régiment d'infanterie des Volontaires du New Jersey. C'est la seconde fois qu'il refuse une promotion (colonel au 61ème régiment d'infanterie des Volontaires de New York alors qu'il est sous les ordres du général Kearny), ce qui provoque sa mise à l'écart.
Sa carrière militaire n'est toutefois pas terminée car il est nommé commissaire aux crédits de la Marine des Etats-Unis.
Le 13 mars 1865, il est breveté général de brigade de l'armée des Volontaires des Etats-Unis.

## Après la guerre
Il reprend sa carrière de juriste et qu'il termine en occupant les fonctions de procureur adjoint du district sud de l'État de New York.